# United Way of America
United Way of America, coopérative basée à Alexandria (Virginie), est une organisation à but non lucratif qui compte environ 1 300 sites d'implantation aux États-Unis.
Elle regroupe des organisations de bienfaisance à travers l'ensemble du pays, en vue de collecter des fonds et des aides, avec l'aide des écoles, du gouvernement et de ses agences, de syndicats, d'institutions financières, et d'associations religieuses ou non. 
United Way, de par ses multiples implantations, détermine à l'échelle locale les politiques les mieux adaptées à la diversité des communautés aidées. Cependant, ses principaux sujets d'action se concentrent autour de l'éducation, de la santé et du soutien économique.

## Histoire
L'organisation prend ses origines à Denver, où, en 1887, des dirigeants religieux lancent la Charity Organization Society, qui coordonne et regroupe les fonds de 22 agences de bienfaisance.
Plusieurs organisations rejoignent l'organisation au début du XXe siècle. En 1963, après plusieurs changements de noms, le terme United Way est adopté, mais peu de membres de l'organisation l'utilisent. En 1970, le nom devient United Way of America (UWA), et le bureau de direction migre de New York à Alexandria en 1971.
En 2007, selon Philanthropy 400, United Way of America est parmi les plus grandes organisations de bienfaisance des États-Unis d'Amérique, avec exactement 1 285 bureaux locaux et un budget de 4,2 milliards de dollars, en augmentation de 2,2 % par rapport à 2006.

## Exemples de soutiens
United Way of America a aidé, par le biais de ses bureaux locaux, à sponsoriser les programmes Alternative Spring Break dans le golfe du Mexique en 2005, 2006, 2007, et 2008, qui visaient à reconstruire les zones dévastées par les ouragans Ivan, Katrina, et Rita. En 2008, United Way of America annonce l'extension du programme à la ville de Détroit.